# Prosper Ève
Pour les articles homonymes, voir Ève (homonymie).
 (mai 2024).
Prosper Ève est un historien français contemporain, né le 28 mars 1953. Originaire de La Réunion, il a surtout travaillé sur l'histoire locale, et notamment sur l'esclavage à Bourbon, le catholicisme à La Réunion et le poète Auguste Lacaussade. Il enseigne l'histoire à l'Université de La Réunion et préside l'Association historique internationale de l'océan Indien, en succession de Claude Wanquet, depuis novembre 2009.

## Parcours universitaire
Prospère Ève soutient en 1989 une thèse de doctorat intitulée Le syndicalisme à la Réunion de 1900 à 1968, sous la direction de Jean-Louis Miège, à l'université d'Aix-Marseille.
Professeur d'Histoire moderne, il dirige le département d'Histoire de l'UFR Lettres-sciences humaines de l'Université de La Réunion jusqu'à sa retraite en juillet 2020.
Après avoir co-fondé le Grand Séminaire d’histoire d’Outre-Mer (GSHOM), il préside l'Association historique internationale de l'océan Indien,. 

## Publications

### Sur la religion
- La Religion populaire à La Réunion, Institut de linguistique et l'anthropologie de l'université de la Réunion, 1985.
- Du torchis à la pierre : Le Triomphe de l'amour, 1999.
- Prêtres réunionnais entre tradition et modernité, avec Stéphane Nicaise, GRAHTER, 2000.
- Itinéraire d'une Tamponnaise, née en 1914 : Sœur Marie Françoise d'Assise, Fille de Marie, Groupe de recherche sur l'archéologie et l'histoire de la terre réunionnaise, 2000.
- L'Église en terre réunionnaise, 1830-1960, GRAHTER, 2000.
- Dialogue avec Marie-Françoise Aimée Pignolet de Fresnes ou mère Marie Magdeleine de la Croix, Maison générale des Filles de Marie, 2003.
- Deux prêtres des Lumières à Bourbon : Davelu, l'historien et Caulier, le linguiste, Océan Éditions, 2005 –  (ISBN 978-2907064835).
- La Laïcité réunionnaise : Exposition, 2005, Saint-Denis, Groupe de dialogue inter-religieux de La Réunion, 2005.
- La Laïcité en terre réunionnaise : Origine et originalité, Océan Éditions, 2005 –  (ISBN 978-2907064903).

### Sur la politique
- « Tableau du syndicalisme à La Réunion de 1912 à 1968 », Les Cahiers de notre histoire, 1991.
- Le Jeu politique à la Réunion de 1900 à 1939, Éditions L'Harmattan, 1994 –  (ISBN 978-2738427601).
- La Réunion républicaine : L’avènement de la IIe et de la IIIe République, 1848-1870 (Futur antérieur), avec Yvan Combeau, Les Deux mondes, 1996 –  (ISBN 978-2910924027).
- De La Réunion coloniale au département : Catalogue de l'exposition, Saint-Denis de la Réunion, palais Rontaunay, 1996, Conseil général de La Réunion, 1996.
- Les Sept dernières années du régime colonial à La Réunion (1939-1946), Karthala, 2005 –  (ISBN 978-2845866546).

### Sur l'esclavage et son abolition
- Sur les sentiers de l'esclavage à la Réunion : Exposition, Ville de Saint-Denis, 1994.
- Esclavage ou humanité : Essai de cordialisation de la vie publique, Les Deux mondes, 1994 –  (ISBN 978-2907064194).
- Émancipation, abolition, libération : L'Église catholique à La Réunion, 1820-1850, avec Gillette Staudacher-Valliamée, William Zitte, REAUVI et le couvent de la Providence, REAUVI, 1998.
- Variations sur le thème de l'amour à Bourbon à l'époque de l'esclavage : 1848-1998, 150e anniversaire de l'abolition de l'esclavage, Île de La Réunion, Conseil général de La Réunion, 1999 –  (ISBN 978-2907064378).
- Naître et mourir à l'île Bourbon à l'époque de l'esclavage, Éditions L'Harmattan, 2000 –  (ISBN 978-2738487841).
- Le 20 décembre 1848 et sa célébration à La Réunion : Du déni à la réhabilitation (1848-1980), Éditions L'Harmattan, 2003 –  (ISBN 978-2747500913).
- Les Esclaves de Bourdon, la mer et la montagne, Karthala, 2003 –  (ISBN 978-2845864566).
- Le 20 décembre 2004 : Le temps de la parole, Océan Éditions, 2005 –  (ISBN 978-2907064828).
- Le bruit du silence. Parole des esclaves de Bourbon du XVIIe siècle au 20 décembre 1848, CRESOI-Océan Éditions  (ISBN 9-782916-533964)
- Le corps des esclaves de l'Ile Bourbon. Histoire d'une reconquête, PUPS, 2013  (ISBN 978-2-84050-865-6)

### Sur Auguste Lacaussade
- Auguste Lacaussade 1815-1897 : Actes des journées d'études, Océan Éditions, 2004 –  (ISBN 978-2-916533-42-1).
- Auguste Lacaussade 1815-1897 : Chantre de l'interculturalité et de l'interdisciplinarité, Océan Éditions, 2005 –  (ISBN 978-2907064897).
- 31 mai 2005, le poète Auguste Lacaussade aux collégiens de quatrième, Université de La Réunion, 2005.
- Auguste Lacaussade 1815-1897 : Actes des troisièmes Journées d'études, Océan Éditions, 2006 –  (ISBN 978-2916533056).
- Auguste Lacaussade 1815-1897, Océan Éditions, 2006 –  (ISBN 978-2907064972).

### Sur d'autres thèmes ou des thèmes variés
- « La Première guerre mondiale vue par les Poilus réunionnais », Les Cahiers de notre histoire, 1992 –  (ISBN 978-2909471013) –  (ISBN 9782916533421).
- Île à peur. La Peur redoutée ou récupérée à La Réunion des origines à nos jours, Océan Éditions, 1992.
- Un Quartier du Bon pays : Sainte-Suzanne de 1646 à nos jours, Océan Éditions, 1996 –  (ISBN 978-2907064279).
- De l'ancien ou du neuf, Océan Éditions, 2003 –  (ISBN 2-907-064-68-1).
- Les Quais ou Voyages transculturels : Mélanges en l'honneur du professeur Edmond Maestri, CRESOI, 2004.
- Histoire d'une renommée : L'aventure du caféier à Bourbon-la Réunion des années 1710 à nos jours, Océan Éditions, 2005 –  (ISBN 978-2916533148).
- L'Île Maurice face à ses nouveaux défis, Éditions L'Harmattan, 2008 –  (ISBN 978-2296050372).

## Distinctions
- Chevalier de la Légion d'honneur
- Gardyin la memwar[4]

## Médiatisation
Prosper Eve participe à la série documentaire Cari VIP dans laquelle il évoque l'histoire de la cuisine réunionnaise liée à celle de l'esclavage. Diffusée en juin 2024 cette création originale Canal+ Réunion est réalisée par Lauren Ransan et Abel Vaccaro.